# Circulação meridional de capotamento do Atlântico

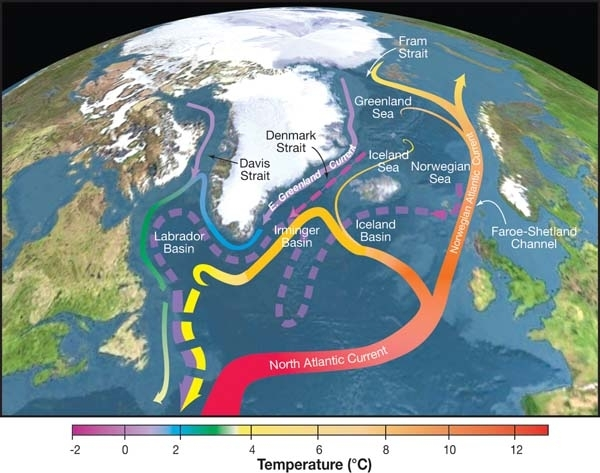
Mapa topográfico dos mares nórdicos e bacias subpolares com circulação esquemática de correntes de superfície (curvas sólidas) e correntes profundas (curvas tracejadas) que formam uma parte da circulação de viragem meridional do Atlântico. As cores das curvas indicam temperaturas aproximadas.

A circulação meridional de capotamento do Atlântico (AMOC) é o componente zonalmente integrado de correntes superficiais e profundas no Oceano Atlântico. É caracterizada por um fluxo para o norte de água morna e salgada nas camadas superiores do Atlântico, e um fluxo para o sul de águas mais frias e profundas que fazem parte da circulação termohalina. Esses "membros" estão ligados por regiões de capotagem nos mares nórdico e labrador e no oceano sul. A AMOC é um componente importante do sistema climático da Terra e é resultado de fatores atmosféricos e termohalinos.
O aquecimento acelerado no Oceano Índico tropical pode afetar a precipitação, a salinidade e a circulação do oceano no Oceano Atlântico.  O AMOC confirmou indicadores de desaceleração, no entanto, se é ou não resultado do aquecimento global ou apenas uma anomalia de curto prazo associada à variabilidade do oceano, não foi identificado. Estudos realizados por cientistas da Universidade de Copenhagen estimam o colapso para 2057 e indicaram um nível de confiança de 95% para o colapso entre 2025 a 2095. Esse evento acarretará em consequências severas no clima do Atlântico Norte.